# Kancjan
Kancjan – imię męskie pochodzenia łacińskiego, pierwotnie przydomek wtórnie utworzonego za pomocą przyrostka -anus, oznaczającego adoptowanych członków rodziny lub wyzwoleńców, od wcześniejszego Kancjusz, powstałego na podstawie wyrazu pospolitego cantius – „śpiew” lub cantio – „piosenka”. Może ono zatem oznaczać „śpiewny” lub „lubiący śpiew”.
Kancjan imieniny obchodzi 31 maja, jako wspomnienie śwśw. Kancjusza, Kancjana i Kancjaneli.